# Bain Capital
Bain Capital (стилизованное BainCapital) — американская частная инвестиционная компания, расположенная в Бостоне, штат Массачусетс. Специализируется на частных инвестициях, венчурных инвестициях, кредите, частных инвестициях в публичный акционерный капитал, социально-преобразующих инвестициях, инвестициях в биотехнологии и недвижимость. Инвестиции компании затрагивают разнообразные индустрии и регионы. К 2018 году Bain Capital управляло более 105 млрд долл. инвестиционного капитала, в фирме работало более 1 000 человек. Штаб квартира расположена в Бостоне, офисы имеются в Северной Америке, Европе, Азии и Австралии.
Фирма была основана в 1984 году партнёрами консалтинговой фирмы Bain & Company. С момента своего возникновения она инвестировала или была совладельцем сотен компаний, включая AMC Theatres, Artisan Entertainment, Aspen Education Group, Brookstone, Burger King, Burlington Coat Factory, Canada Goose, DIC Entertainment, Domino's Pizza, DoubleClick, Dunkin' Donuts, D&M Holdings, Guitar Center, Hospital Corporation of America (HCA), iHeartMedia, KB Toys, Sealy, Sports Authority, Staples, Toys "R" Us, Warner Music Group, Fingerhut, The Weather Channel и Apple Leisure Group.
Компания и её действия в первые 15 лет своей истории стали предметом изучения со стороны журналистов и политиков из-за дальнейшего развития политической карьеры её соучредителя Митта Ромни, особенно в ходе президентских выборов 2012 года.

## История

### Основание и ранняя история (1980-е)
Bain Capital была основана в 1984 году партнёрами компании Bain & Company Миттом Ромни, Т. Коулманом Эндрюсом III и Эриком Криссом после того, как Билл Бэйн предложил Ромни возглавить новое предприятие, которое займётся инвестированием и применять консалтинговые технологии его компании для улучшения операций. В дополнение к трём партнёрам-основателям, в изначальную команду также входили Фрейзер Буллок, Роберт Ф. Уайт, Джошуа Бекенштейн, Адам Кирш и Джеффри С. Ренерт.
Изначально Ромни являлся президентом и генеральным управляющим партнёром или управляющим партнёром. Позже он упоминался как управляющий директор или CEO. Также он являлся единственным акционером фирмы, в которой на самом старте работало десять человек.
Перед лицом скептицизма со стороны потенциальных инвесторов, Ромни и его партнёры потратили год на привлечение 37 млн долл., необходимых для начала инвестиций. Партнёры Bain Capital вложили 12 млн долл. собственных средств, получив оставшуюся часть от состоятельных частных лиц. Среди ранних инвесторов были бостонский магнат в сфере недвижимости Мортимер Цукерман и владелец футбольной команды New England Patriots Роберт Крафт. 9 млн долл. было вложено богатыми латиноамериканцами, использовавших панамские оффшоры.
Хотя Bain Capital была основана руководителями Bain & Company, она являлась отдельной компанией, а не её аффилированной фирмой или подразделением. Первоначально обе фирмы имели офисы в бостонском Copley Place и использовали одинаковые методы улучшения бизнес операций. Тем не менее, обе компании создали определённые средства защиты во избежание обмена информацией, а руководители Bain & Company могли наложить право вето на те инвестиции, которые могли привести к потенциальному конфликту интересов. Bain Capital предоставила партнёрам из Bain & Company возможность инвестировать, а также отдавала часть прибыли Bain & Company (пока Ромни не убедил Билла Бэйна отказаться от этого).
Команда Bain Capital изначально неохотно вкладывала капитал. К 1985 году дела шли настолько плохо, что Ромни подумывал о сворачивании инвестиций, возврате инвесторам их вложений и возвращении на прежнюю работу со своими партнёрами. Партнёры разглядели слабые места во многих потенциальных сделках, из-за чего к 1986 году их было сделано очень мало. Сначала Bain Capital сосредоточился на венчурном капитале, одной из ранних и заметнейших инвестиций стала розничная сеть канцелярских товаров Staples, Inc.. В 1986 году компания выделила 4,5 млн долл. двум руководителям сети Лео Кану и Томасу Дж. Стембергу на открытие супермаркета канцелярских товаров в Брайтоне, штат Массачусетс. Быстроразвивающаяся ритейловая компания стала публичной в 1989 году; к 1996 году её сеть возросла до 1100 магазинов, а по состоянию на фискальный конец января 2012 года Staples имел 20 млрд долл. выручки, почти 1 млрд чистой прибыли, 87 тыс. сотрудников и 2 295 магазинов. В итоге Bain Capital получила семикратную отдачу от своих вложений в этот проект, а Ромни десять лет входил в состав совета директоров Staples. Ещё одна весьма успешная инвестиция прошла в 1986 году, когда вложенный в производителя медицинской техники Calumet Coach 1 млн долл. в итоге обернулся отдачей в 34 млн долл. Через несколько лет состоялась инвестиция Bain Capital в группу технологических исследований Gartner Group, закончившаяся отдачей в 16-кратном размере.
Bain инвестировал 37 млн долл. своего первого фонда в двадцать компаний, к 1989 году годовой доход превышал 50 процентов. В 1987 году был создан второй фонд, который к концу десятилетия вложил 106 млн долл. в 13 инвестиций. Когда фирма начала организовывать свою деятельность вокруг фондов, каждый из которых руководился определённым общим партнёрством — куда входили все руководители Bain Capital и другие лиц, контролировавшиеся принадлежащей Ромни управляющей компанией Bane Capital Inc.. В качестве CEO Ромни имел решающее слово в каждой сделке.

### 1990-е
С 1989 года Bain Capital поменяла свою стратегию: взамен венчурных инвестиций в стартапы было решено сосредоточиться на финансируемом выкупе и прямыми инвестициями (growth capital) в более зрелые компании. По этой модели покупаются существующие фирмы, существующие на заёмные средства под имеющиеся активы, в партнёрстве с менеджментом которых происходит внедрение методологии BC (а не чере враждебное поглощение, довольно часто применяющееся при финансируемом выкупе). Действующим CEO в процессе сотрудничества предлагались крупные пакеты акций, так как фирма придерживается теории принципала-агента, по которой люди такого уровня должны в первую очередь стремиться к максимизации акционерной стоимости. К концу 1990 года фирма привлекла 175 млн инвестиционного капитала и финансировала 35 компаний, общая выручка которых равнялась 3,5 млрд долл.
В июле 1992 года Bain Capital за 56 млн долл. приобрёл у Mead Corporation, в свою очередь купившую актив в 1986 году, Ampad (первоначально известное как American Pad & Paper). Прежний владелец испытывал трудности с интеграцией продуктов Ampad на существующие производственные линии. Под руководством BC компания увеличила продажи со 106,7 млн долл. в 1992 году до 583,9 млн долл. в 1996 году, когда произошёл её листинг нью-йоркской фондовой бирже. Также были приобретены ряд компаний, включая SCM, бренды компаний American Trading и Production Corporation, WR Acquisition и Williamhouse-Regency Division of Delaware, Inc., Niagara Envelope Company, Inc., Shade/Allied, Inc.. В 1997 году выручка Ampad начала падать, из-за чего компания для поддержания прибыльности начала увольнять сотрудников (4 105 человек в 1996 году против 3 800 в 2000 году) и закрывать производственные мощности. Компания прекратила торговлю акциями на бирже 22 декабря 2000 года, объявив о банкротстве в следующем году. К этому моменту Bain Capital имел 34,9 % её акций. В 2003 году активы Ampad были приобретены Crescent Investments. Предполагается, что восьмилетнее участие BC принесло более 100 млн долл. прибыли (60 млн долл. дивидендов, 45-50 млн долл. дохода от выпуска акций после публичного размещения компании, ежегодные 1,5-2 млн долл. выплат за управление компанией).
В 1994 году Bain Capital приобрёл производителя зонтиков и туфель Totes, через три года новый актив приобрёл производителя кожаных перчаток Isotoner.
В 1996 году BC вместе с Thomas H. Lee Partners более чем за 1 млрд долл. приобрёл у TRW Inc. дочернее подразделение Experian, являвшееся одним из ведущих составителей отчётов о кредитовании американских граждан и компаний. Через несколько месяцев фирма была перепродана Great Universal Stores уже за 1,7 млрд долл.. Другими значимыми инвестициями Bain Capital в конце 1990-х были производитель матрасов Sealy Corporation Alliance Laundry Systems; Domino's Pizza и Artisan Entertainment.
Большая часть прибыли фирмы была обеспечена сравнительно небольшим числом сделок, при этом число удач и провалов Bain Capital было сопоставимо. Согласно одному из исследований, BC в 1990-х года потерял деньги или в итоге допустил банкротство актива в 33 сделках из 68. Другое исследование, охватившее 77 сделок за восьмилетний период, обнаружило 17 случаев банкротства/прекращения деятельности и 6 случаев потери всех инвестиций.
В первой половине десятилетия Митт Ромни дважды отходил от управления Bain Capital. С января 1991 года по декабрь 1992 года он являлся одновременно был CEO Bain & Company и главным управляющим партнёром Bain Capital. В ноябре 1993 года он взял отпуск из-за участия в выборах сенатора от штата Массачусетс; он возвратился к оперативной деятельности на следующий день после провала на выборах. В это время работники Ampad организовали забастовку и попросили Ромни вмешаться; несмотря на просьбы адвокатов Bain Capital он встретился с протестующими, которым сообщил об отсутствии активной позиции по этому вопросу.
В 1994 году BC инвестировал в сталелитейную компанию Steel Dynamics (Форт-Уэйн, Индиана), впоследствии ставшей пятой по величине в стране. Годом ранее был приобретён сталелитейный завод Armco Worldwide Grinding System (Канзас-Сити, Миссури), который был объединён с аналогичным предприятием (Джорджтаун, Южная Каролина) в GST Steel. Предприятие в Миссури бастовало в 1997 году, а через четыре года обанкротилось, 750 человек осталось без работы. Завод в Южной Калифорнии был закрыт в 2003 году, но позже был открыт уже при другом владельце. К моменту банкротства предприятие имело долгов в 553,9 млн долл. при активах в 395,2 млн долл., пенсионный фонд имел обязательства на 44 млн долл, Bain Capital получил прибыль в размере имел 58,4 млн долл..
В 1994 году BC вместе с Goldman Sachs Capital Partners завершили сделку по приобретению за 440 млн долл. у Baxter International их подразделения Dade International по медицинской диагностике. Новый актив в мае 1996 года был объединён с диагностическим бизнесом DuPont in vitro, а в 1997 году — с подразделением Hoechst AG (Behring Diagnostics). 52 % объединённой компании Dade Behring было приобретено Aventis, являвшегося наследником Hoechst. В 1999 году компания сообщила о выручке в $1,3 млрд долл. и завершила рекапитализацию с использованием заёмных средств в размере 1,25 млрд долл., что окончилось выплатами акционерам. Эти дивиденды, с учётом предыдущих выплат, давали восьмикратный возврат вложений Bain Capital и Goldman Sachs. Начиная с этого года и по 2002 год выручка начала снижение, и несмотря на увольнение персонала ради сокращения расходов, в 2002 году фирма вступила в процедуру банкротства. В следующем году Dade Behring избежала банкротства и продолжила работу вплоть до 2007 года, когда была приобретена Siemens Medical Solutions. Bain и Goldman потеряли имевшиеся пакеты акций в ходе банкротства.
К концу десятилетия Bain Capital являлась одной из крупнейших частных инвестиционных фирм США, имевшей 18 управляющих партнёров и 115 сотрудников. Размер инвестиционного капитала составлял 4 млрд долл., среднегодовая прибыль от инвестиций составляла 113 %, к этому моменту BC заключила 100—150 сделок по покупке и продаже компаний.

### 1999—2002: уход Ромни и политическое наследие
В феврале 1999 года Митт Ромни взял оплачиваемый отпуск, став главой организационного комитета по подготовке к олимпийским играм 2002 года в Солт-Лейк-Сити. После этого в Bain Capital началась борьба за власть. Ряд партнёров основали собственные инвестиционные компании (Audax Group и Golden Gate Capital), в то время как ряд других угрожали уходов возможными судебными исками. Ромни был обеспокоен возможным уничтожением фирмы, однако кризис пошёл на спад.
Ромни уже не участвовал в повседневной работе фирмы после своего ухода в олимпийский комитет. Руководством занимался управляющий комитет, в котором заседали пятеро партнёров из четырнадцати оставшихся в BC. В то же время согласно ряду интервью и пресс-релизов 1999 года, Ромни утверждал о работе в компании в формате неполного рабочего дня.
В ходе своего отсутствия в BC Ромни числился в документах Комиссии США по ценным бумагам и биржам в качестве «единственного акционера, единственного директора, главного исполнительного директора и президента». Документы ведомства отражали юридическую реальность и долю участия в управляющей компании Bain Capital. На практике, бывшие партнёры BC настаивали, что Ромни был в основном занят Олимпиадой. Он поддерживал регулярные контакты со своими партнёрами, с которыми несколько раз встречался, подписывал корпоративные и юридические документы, также уделяя время отстаиванию собственных интересов в самой фирме и переговорах об уходе. Основанный в 1998 году Bain Capital Fund VI был последним, в создании которого принимал участие Ромни. Инвесторы были обеспокоены возможными проблемами в будущем году с финансированием Capital Fund VII из-за его ухода, но на практике 2,5 млрд долл. были спокойно собраны. Бывшие партнёры утверждали, что Ромни после февраля 1999 года не участвовал в оценке новых инвестиций и в управлении инвестиционными фондами BC. В это время финальные переговоры об условиях ухода Ромни затянулись, статус генерального директора и единственного акционера позволяли ему претендовать на лучшие условия.
В 1999 году Ромни решил заняться политикой, хотя мог возвратиться в BC после Олимпиады. Его уход из фирмы был окончательно оформлен в начале 2002 года. Было заключено десятилетнее соглашение об уходе с Bain Capital, по которому в обмен на отказ от прав на управляющую компанию Ромни как ушедший партнёр получал пассивный процент от прибыли ряда подразделений BC, включая выкупы и инвестиционные фонды. Так как бизнес прямых инвестиций продолжал развиваться, эта сделка давала Ромни миллионы доллары годового дохода. Он был первым и последним CEO Bain Capital; после его ухода компания управлялась управляющим комитетом.
Действия и инвестиции Bain Capital за первые 15 лет функционирования, как и статус Мита Ромни в период с 1999 по 2002 год, стали объектом внимание медиа из-за его участия в президентских выборах 2008 и 2012 годов.

### Начало 2000-х

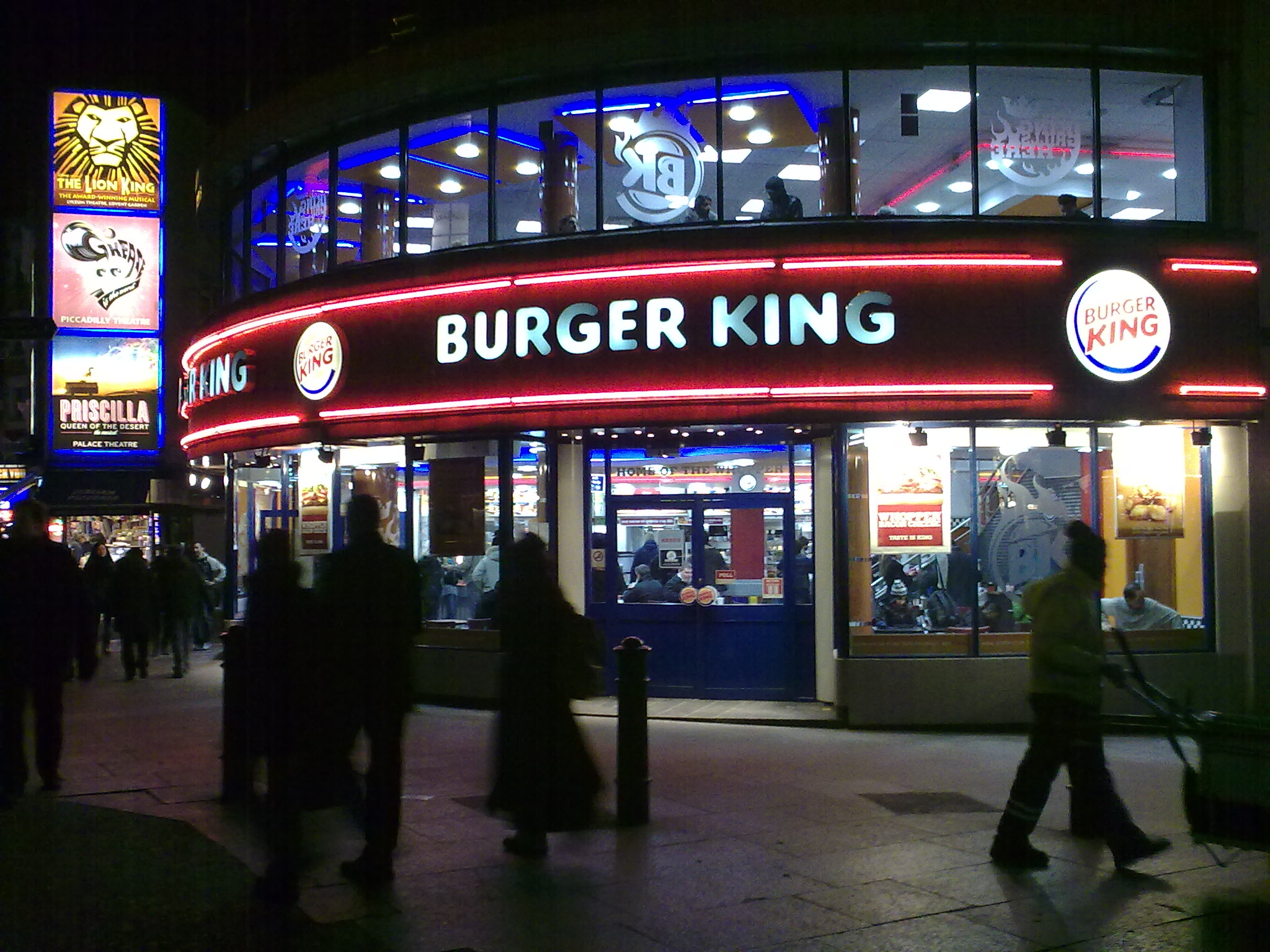
Ресторан Burger King в Лондоне. В 2002 году компания была приобретена объединённой группой Bain Capital, Goldman Sachs Capital Partners и TPG Capital.

В 2000 году глава и CEO DIC Entertainment Энди Хейворд совместно с Bain Capital Inc выкупил компанию у The Walt Disney Co. Через 4 года он выкупил долю BC, выведя компанию в 2005 году на биржу.
Bain Capital в начале нового десятилетия закрыл приём заявок в свой седьмой фонд, чей капитал составил 3,1 млрд долл. Наиболее заметными сделками 2000 года стали покупка за 700 млн долл. онлайн-брокерской фирмы Datek (через два года была объединена с Ameritrade), и приобретение за 305 млн долл. KB Toys у Consolidated Stores. KB Toys, ещё с прошлого десятилетия страдавшая от конкуренции со стороны дискаунтеров уровня Walmart и Target, в 2004 году начала процедуру банкротства по 11 главе. Годом ранее BC смог возместить свои инвестиции в этот актив через рекапитализацию дивидендов. В начале 2001 года Bain за 600 млн долл. согласился приобрести 30 % акций химической Huntsman Corporation, но сделка так и не была оформлена.
Имея значительный капитал в своём новом фонде, BC был одним из немногих частных инвестиционных фондов, который мог совершать крупные сделки в условиях рецессии начала 2000-х. В июле 2002 года вместе с Goldman Sachs Capital Partners и TPG Capital было объявлено о выкупе за 2,26 млрд долл Burger King у Diageo. Но в ноябре сделка по первоначальным условиям не могла быть осуществлена, так как Burger King не смог достичь некоторых показателей производительности. В декабре 2002 года инвесторы согласились купить компанию уже за 1,5 млрд долл. Консорциум пользовался поддержкой франшиз, на чью долю на момент сделки приходилось 92 % ресторанов. При новых владельцев переосмыслению подвергся персонаж The Burger King, до этого активно использовавшийся в рекламе. В 2006 году было объявлено о планах проведения публичного размещения акций.
В конце 2002 года BC вместе с Thomas H. Lee Partners и Blackstone Group приобрели Houghton Mifflin за 1,28 млрд долл. Houghton Mifflin и Burger King стали двумя крупнейшими сделками после коллапса бума доткомов.
В ноябре 2003 года Bain Capital завершил процедуру инвестирования в Warner Music Group. В 2004 году за 1,5 млрд канадских долларов была приобретена сеть магазинов фиксированных цен из Западной Канады Dollarama. В марте 2004 году компания купила Brenntag у Deutsche Bahn (через два года была перепродана BC Partners за 4 млрд долл). В августе 2003 года Bain (50 %) вместе с семьёй Бомбардье (35 %) и Caisse de dépôt et placement du Québec (15 %) выкупил у Bombardier Inc. активы по производству снегоходов, вездеходов, гидроциклов, моторных лодок и прочей техники для активного отдыха, на базе которого было создано Bombardier Recreational Products или BRP.

### Выкупной бум 2000-х

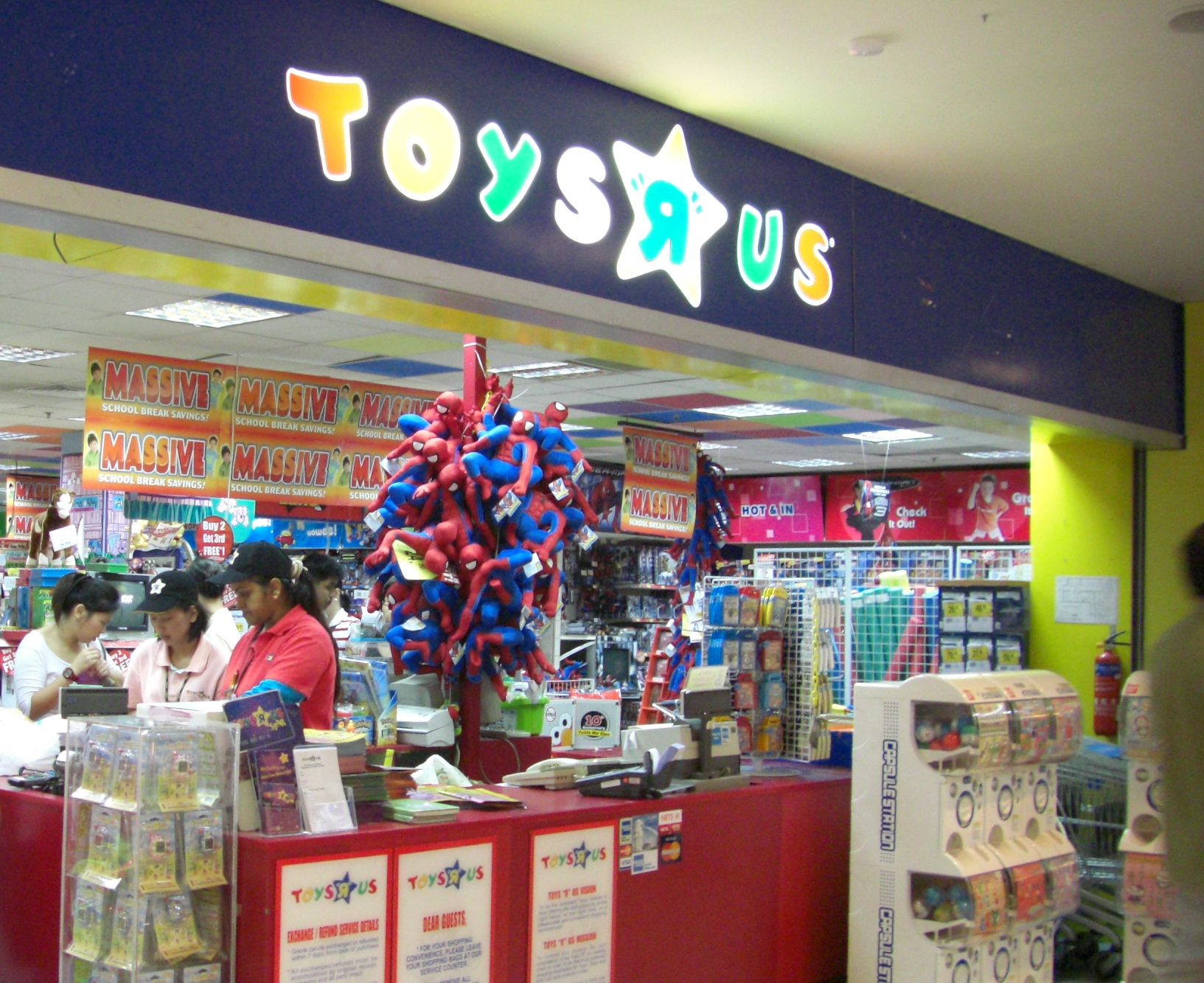
Bain led a consortium in the buyout of Toys "R" Us in 2004

В 2004 году консорциум из BC, KKR и девелоперской компании Vornado Realty Trust сообщили о приобретении за 6,6 млрд долл розничного продавца игрушек Toys "R" Us, сама сделка несколько лет являлась крупнейшей. К концу 2004 года и в следующем году крупные инвестиции в публичный акционерный капитал снова стали обычным явлением.
В 2005 году Bain Capital вместе с Silver Lake Partners, TPG Capital, Goldman Sachs Capital Partners, Kohlberg Kravis Roberts, Providence Equity Partners и Blackstone Group в выкупе акций SunGard на сумму в 11,3 млрд долл. Тем самым сделка становилась крупнейшей с использованием заёмных средств со времён покупки RJR Nabisco в 1989 году, а также в секторе технологических компаний и среди консорциумов инвесторов. Участие в консорциуме семи фирм подвергалась критике со стороны участников рынк.
В декабре 2005 года консорциум из BC, The Carlyle Group и Thomas H. Lee Partners за 2,425 млрд долл приобрёл Dunkin' Brands, управлявшую Dunkin' Donuts и Baskin-Robbins.
В 2006 году Bain Capital вместе с Kohlberg Kravis Roberts, Merrill Lynch и семьёй Фрист завершили покупку Hospital Corporation of America за 31,6 млрд долл., сделка являлась крупнейшей и сопоставимой по объёму с кейсами RJR Nabisco, EQ Office и TXU. В августе консорциум из AlpInvest Partners, BC, Kohlberg Kravis Roberts и Silver Lake Partners приобрели 80,1 % долю полупроводникового подразделения Philips за 6,4 млрд евро. Новая компания, расположенная в Нидерландах, была переименована NXP Semiconductors.
В ходе выкупного бума (англ. buyout boom), BC активно участвовал в инвестициях в розничный бизнес. В январе 2006 года было объявлено о покупке за 2 млрд долл. дискаунтера Burlington Coat Factory, управлявшего 367 магазинами в 42 штатах. Через полгода, в октябре 2006 года, Bain и The Blackstone Group за 6 млрд долл. купили крупнейшего североамериканского продавца художественных произведений и предметов декоративно-прикладного искусства Michaels Stores, сумев обойти конкурентный альянс Kohlberg Kravis Roberts и TPG Capital. В июне 2007 года BC вместе с Carlyle Group и Clayton, Dubilier & Rice приобрёл за 10,3 млрд долл. HD Supply, являвшегося подразделением Home Depot по оптовым поставкам строительных материалов. Позже партнёры смогли снизить цену покупки до $8,5 млрд долл из-за начавшегося в США ипотечного кризиса. Через несколько дней после объявления о покупке HD Supply, 27 июня BC сообщил о приобретении продавца музыкальной техники Guitar Center. В этой сделке компания уплатила 1,9 млрд долл. (премия в 26 % к рыночной цене) и 200 млн долл. на покрытие долгов. В феврале 2007 года за 3,5 млрд долл. была приобретена Edcon Limited, управляющая Edgars Department Stores в Зимбабве и Южной Африке.
В этот период также были и другие инвестиции: Bavaria Yachtbau за 1,3 млрд долл в июле 2007 года и выкупленная в 2006 году у Texas Instruments Sensata Technologies за почти 3 млрд долл..

### После 2008 года
После ухудшения положения на кредитных рынках в 2007 и 2008 годах, Bain Capital Private Equity (BCPE) удалось совершить малое число значительных сделок.
В июле 2008 года BCPE вместе с Blackstone Group и NBC Universal приобрели The Weather Channel у Landmark Communications. В июле 2008 года была закрыта совместная с Thomas H. Lee Partners покупка масс-медиа компании Clear Channel Communications. за 17,9 млрд долл (первоначальная цена составляла 18,7 млрд.). В том же году Bain Capital Private Equity за 442 млн долл. приобрёл D&M Holdings.
В июне 2009 года BCPE сообщило о вложении 432 млн долл. в китайского производителя электроники GOME Electrical Appliances, став владельцем 23 % его акций. В 2010 году компания приобрела у Dow Chemical Company за 1,6 млрд долл. её дочернюю компанию Styron, также купив Gymboree за 1,8 млрд. В 2011 году Bain Capital вместе с Hellman & Friedman купили Securitas Direct AB., в октябре 2015 года Hellman & Friedman выкупила оставшуюся долю партнёра в этой компании.
В 2012 году Bain Capital Private Equity за 478 млн долл. приобрёл Physio-Control Corporation, а также 30 % акций крупной индийской компании по аутсорсингу бизнес-процессов и организатору колл-центров Genpact Ltd. за 1 млрд долл. Позже в этом году компания примерно за 1,6 млрд долл. купила производителя ручного и электроинструмента Apex Tool Group. В мае 2013 года консорциум из BCPE, GIC Private Limited, Golden Gate Capital и Insight Venture Partners примерно за 6,9 млрд долл. приобрёл BMC Software. В декабре 2013 года Bain Capital стал мажоритарным акционером производителя одежды Canada Goose.
В апреле 2014 года BCPE за 230 млн долл. приобрёл контрольный пакет акций разработчика специализированного программного обеспечения Viewpoint Construction Software. В ноябре 2014 года BC вместе Virgin Group объявили о создании новой круизной линии, сейчас известной как Virgin Voyages. Позже в этом году Bain за 650 млн долл. приобрёл четыре подразделения CRH.
В марте 2015 года Bain Capital Private Equity согласился за 2,4 млрд долл. купить Blue Coat Systems. В 2016 году соуправляющими партнёрами Bain Capital стали Джонатан Лавин и Джон Коннотон, а сопредеседателями — Стивен Паглиука и Джошуа Бекенштейн. В марте 2017 года BCPE за 3,2 млрд долл. купила компанию по промышленной очистке Diversey. Later that year, Bain partnered with Cinven to take German company Stada Arzneimittel private.
В феврале 2018 года BCPE купил голландский колясочный бренд Bugaboo International. В марте 2018 года BCPE стала владельцем 20 % акций Tower Ltd, выкупив их у австралийского финансового конгломерата Suncorp. В январе 2019 году Bain Capital Private Equity стала мажоритарным акционером технологического консалтингового агентства Brillio.